# Charles Henry Spencer-Churchill
Charles Henry Spencer-Churchill (27 maggio 1828 – 3 aprile 1877) è stato un militare britannico che combatté nella Guerra di Crimea e durante i Moti indiani del 1857.

## Biografia
Era il figlio maggiore di Lord Charles Spencer-Churchill, un veterano della Guerra peninsulare, ed era stato educato all'Eton College. Il 10 ottobre 1845, acquistò il brevetto di sottotenente nella Rifle Brigade. Servì in seguito con la brigata durante la settima guerra contro gli Xhosa.
Dopo lo scoppio della guerra di Crimea, Spencer-Churchill divenne capitano il 4 agosto 1854. Fu elogiato per il coraggio da Lord Raglan durante la guerra e promosso maggiore il 2 novembre 1855, ricevendo anche l'Ordine di Mejīdiyye di quinta classe dal sultano ottomano Abdülmecid I. 
Il 17 giugno 1857, Spencer-Churchill si trasferì con il 60º reggimento di fanteria e andò in India, dove prese parte alla repressione dell'ammutinamento indiano e fu presente alla conquista di Delhi.
Nel 1862 Spencer-Churchill sposò Rosalie Lowther, figlia del reverendo Gorges Paulin Lowther. Continuò a servire con il suo reggimento in Canada e fu promosso tenente-colonnello del 60 ° fanteria il 5 settembre 1865, ma fu congedato con metà paga l'11 dicembre 1866. La sua salute era stata compromessa permanentemente durante la guerra di Crimea. 
Il 13 gennaio 1869, si fece quindi assegnare nel 68 ° reggimento di fanteria e si ritirò lo stesso giorno. Morì di tubercolosi vicino a Mentone il 3 aprile 1877.

## Ascendenza
|                                                 |               |                                     | Genitori                                |  |  | Nonni |  |  | Bisnonni                               |  |  | Trisnonni                                |  |
|                                                 |               |                                     |                                         |  |  |       |  |  | George Spencer, IV duca di Marlborough |  |  | Charles Spencer, III duca di Marlborough |  |
|                                                 |               |                                     |                                         |  |  |       |  |  | George Spencer, IV duca di Marlborough |  |  | Charles Spencer, III duca di Marlborough |  |
|                                                 |               | hon. Elisabetta Trevor              |                                         |  |  |       |  |  | George Spencer, IV duca di Marlborough |  |  |                                          |  |
| George Spencer-Churchill, V duca di Marlborough |               |                                     |                                         |  |  |       |  |  | George Spencer, IV duca di Marlborough |  |  |                                          |  |
|                                                 |               | lady Caroline Russell               | John Russell, IV duca di Bedford        |  |  |       |  |  |                                        |  |  |                                          |  |
|                                                 |               | lady Caroline Russell               | John Russell, IV duca di Bedford        |  |  |       |  |  |                                        |  |  |                                          |  |
|                                                 |               | lady Caroline Russell               | lady Gertrude Leveson-Gower             |  |  |       |  |  |                                        |  |  |                                          |  |
| lord Charles Spencer-Churchill                  |               | lady Caroline Russell               |                                         |  |  |       |  |  |                                        |  |  |                                          |  |
|                                                 |               | John Stewart, VII conte di Galloway | Alexander Stewart, VI conte di Galloway |  |  |       |  |  |                                        |  |  |                                          |  |
|                                                 |               | John Stewart, VII conte di Galloway | Alexander Stewart, VI conte di Galloway |  |  |       |  |  |                                        |  |  |                                          |  |
|                                                 |               | John Stewart, VII conte di Galloway | lady Catherine Cochrane                 |  |  |       |  |  |                                        |  |  |                                          |  |
| lady Susan Stewart                              |               | John Stewart, VII conte di Galloway |                                         |  |  |       |  |  |                                        |  |  |                                          |  |
|                                                 |               | Anne Dashwood                       | sir James Dashwood, II baronetto        |  |  |       |  |  |                                        |  |  |                                          |  |
|                                                 |               | Anne Dashwood                       | sir James Dashwood, II baronetto        |  |  |       |  |  |                                        |  |  |                                          |  |
|                                                 |               | Anne Dashwood                       | Elizabeth Spencer                       |  |  |       |  |  |                                        |  |  |                                          |  |
| hon. Charles Henry Spencer-Churchill            |               | Anne Dashwood                       |                                         |  |  |       |  |  |                                        |  |  |                                          |  |
|                                                 | Thomas Benett | Thomas Benett                       |                                         |  |  |       |  |  |                                        |  |  |                                          |  |
|                                                 | Thomas Benett | Thomas Benett                       |                                         |  |  |       |  |  |                                        |  |  |                                          |  |
|                                                 | Thomas Benett | Etheldred Wake                      |                                         |  |  |       |  |  |                                        |  |  |                                          |  |
| John Benett                                     | Thomas Benett |                                     |                                         |  |  |       |  |  |                                        |  |  |                                          |  |
|                                                 |               | Catherine Darrell                   | James Darrell                           |  |  |       |  |  |                                        |  |  |                                          |  |
|                                                 |               | Catherine Darrell                   | James Darrell                           |  |  |       |  |  |                                        |  |  |                                          |  |
|                                                 |               | Catherine Darrell                   | Catherine Acton                         |  |  |       |  |  |                                        |  |  |                                          |  |
| Ethelred Catherine Benett                       |               | Catherine Darrell                   |                                         |  |  |       |  |  |                                        |  |  |                                          |  |
|                                                 |               | Edmund Lambert                      | Edmund Lambert                          |  |  |       |  |  |                                        |  |  |                                          |  |
|                                                 |               | Edmund Lambert                      | Edmund Lambert                          |  |  |       |  |  |                                        |  |  |                                          |  |
|                                                 |               | Edmund Lambert                      | Ann Sedden                              |  |  |       |  |  |                                        |  |  |                                          |  |
| Lucy Lambert                                    |               | Edmund Lambert                      |                                         |  |  |       |  |  |                                        |  |  |                                          |  |
|                                                 |               | Bridget Seymour                     | Henry Seymour                           |  |  |       |  |  |                                        |  |  |                                          |  |
|                                                 |               | Bridget Seymour                     | Henry Seymour                           |  |  |       |  |  |                                        |  |  |                                          |  |
|                                                 |               | Bridget Seymour                     | Bridget Haysome                         |  |  |       |  |  |                                        |  |  |                                          |  |
|                                                 |               | Bridget Seymour                     |                                         |  |  |       |  |  |                                        |  |  |                                          |  |